# Steenindustrie Strating
Steenindustrie Strating is een Nederlandse steenfabriek in Oude Pekela. Het is de laatste nog operationele steenfabriek ten noorden van de grote rivieren.

## Geschiedenis

### Oprichting en uitbreiding
De oprichter van Steenindustrie Strating was kapitein, reder en scheepsbouwer Geert Hendriks Strating uit Nieuwe Pekela. In 1883 veranderde hij vanwege teruglopende inkomsten zijn scheepswerf aan de noordzijde van het Pekelderdiep in een steenfabriek, met als doel dagelijks 20.000 stenen te produceren. De zaken gingen goed en hij breidde in januari 1888 uit naar Winschoten, waar hij in Sint-Vitusholt een steenfabriek van de latere gemeentearchitect Klaas de Grooth overnam. Ook werden de werkzaamheden naar de zuidzijde van het Pekelderdiep in Oude Pekela verplaatst. 

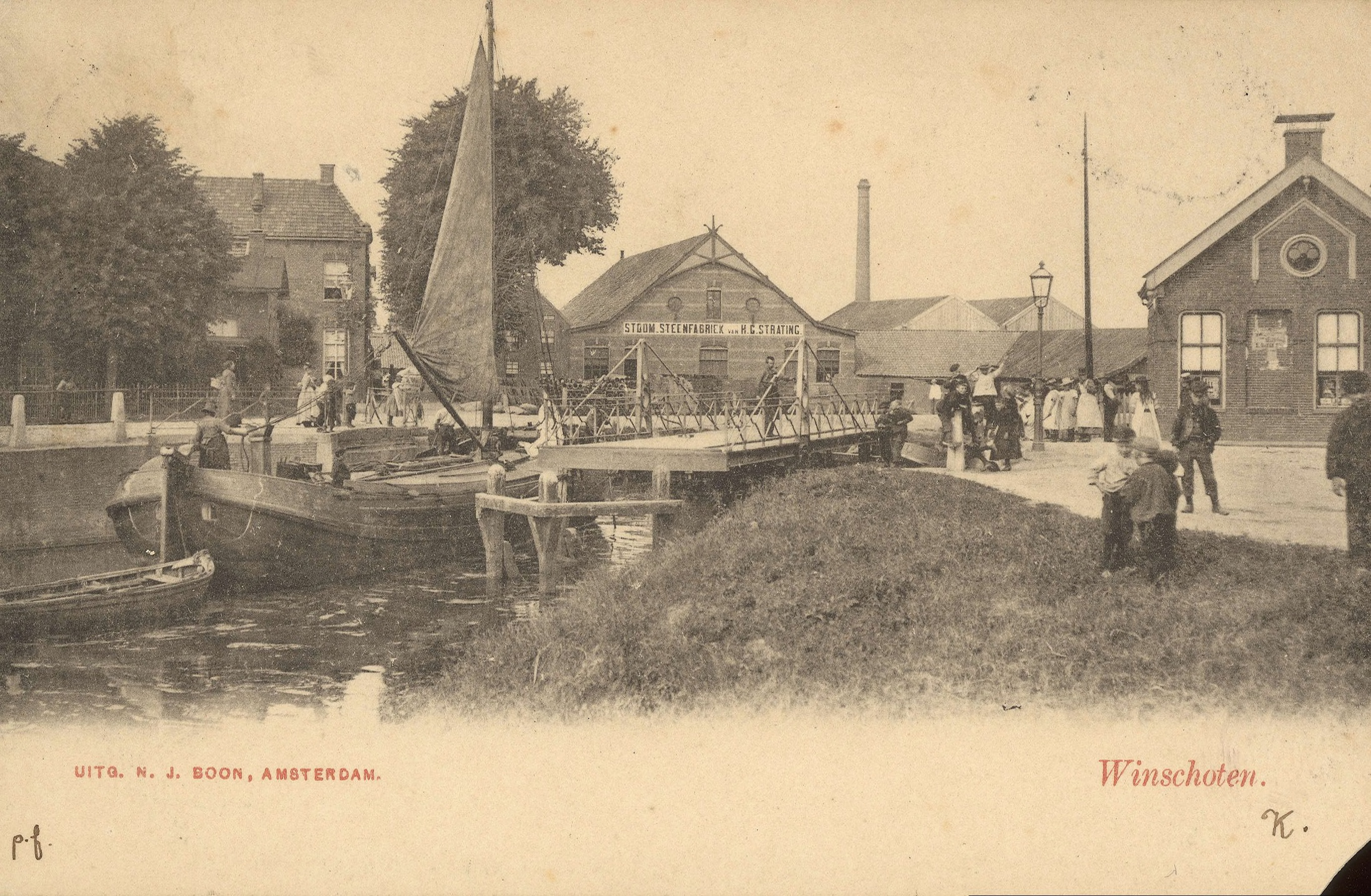
Stoomsteenfabriek H.G. Strating aan het Omsnijdingskanaal in Winschoten (1900-1905)

Meerdere zonen waren werkzaam in het bedrijf en in 1896 nam Geerts zoon Hindericus Geerts Strating de leiding over. Aan het begin van de twintigste eeuw kwam de focus meer op de vestigingen in Winschoten te liggen, met uitbreidingen naar onder andere Ulsda. In 1901 was hij te Oude Pekela ook nog betrokken bij de oprichting van strokartonfabriek De Kroon. Drie jaar later kreeg de Pekelder steenfabriek een eerste ringoven.
Hindericus’ zoon Geert Jan André Strating werd in 1916 na een zakelijk conflict de nieuwe directeur van de steenfabriek in Winschoten, terwijl hij zelf in Oude Pekela bleef. De fabriek in Winschoten werd in 1924 ook uitgebreid met een ringoven. In 1939 verliet Hindericus op 78-jarige leeftijd het bedrijf, om zich in Doorn te vestigen. Geert Jan André kreeg daarmee de leiding over beide fabrieken. 

### Na de oorlog
Tijdens de Tweede Wereldoorlog viel de productie in de baksteenindustrie helemaal stil. Na de oorlog groeide de sector weer door de wederopbouw; op het hoogtepunt stonden er 35 steenfabrieken in de noordelijke provincies.

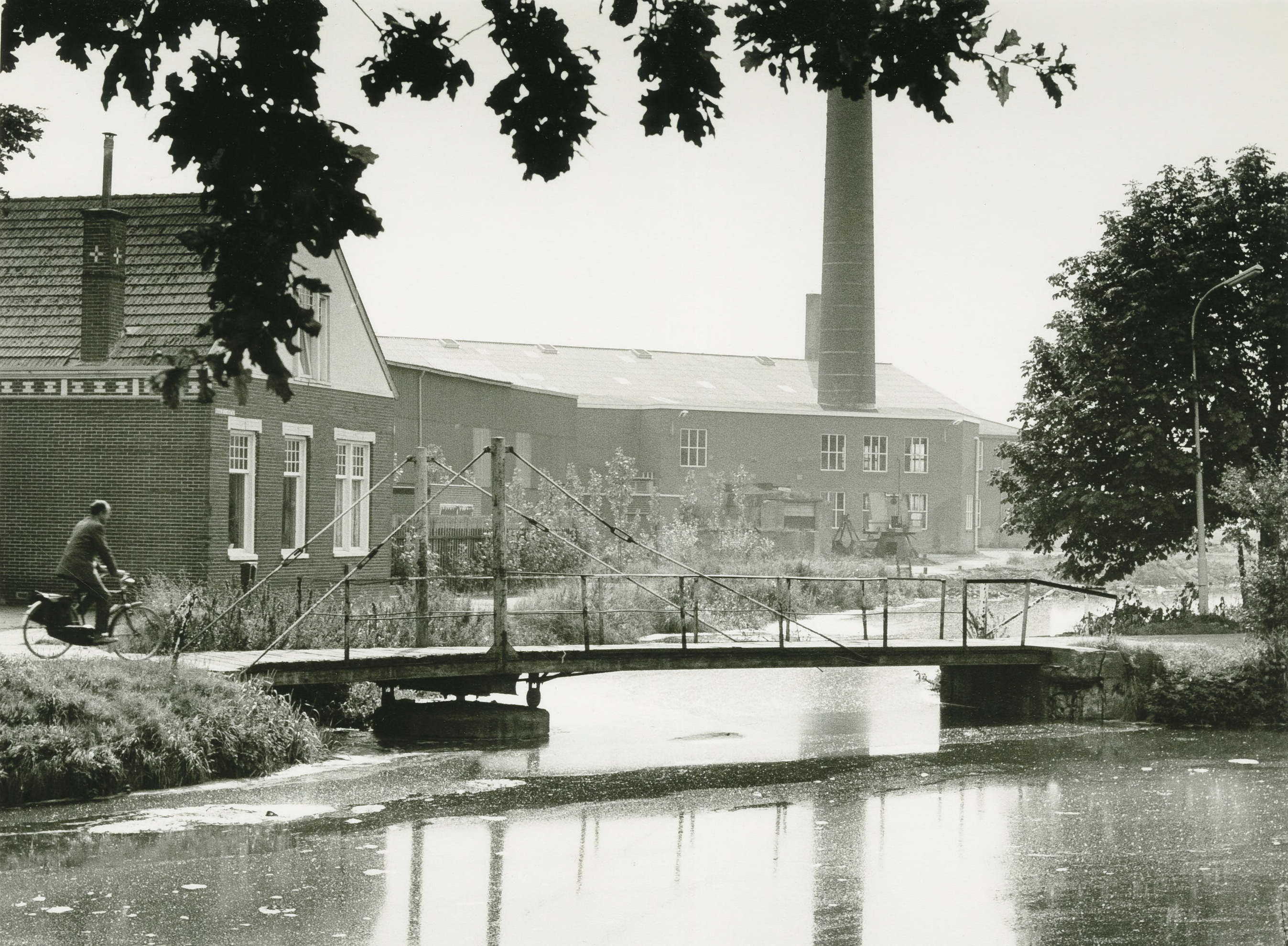
Steenindustrie Strating en de Steenfabriekswijk in Oude Pekela (1974)

 Men wilde graag uitbreiden, maar de provinciale weg N367 en een nieuw te bouwen woonwijk maakten dit in Winschoten onmogelijk. Na het overlijden van Geert Jan André en een grote brand in 1966, neemt zijn zoon Henk Hoogerduijn Strating in 1967 het besluit tot sluiting van de fabriek in Winschoten en concentreert zich volledig op Oude Pekela. Daar kon in 1961 wel uitgebreid worden, waarmee de fabriek volautomatisch werd en dag en nacht ging produceren. Een grote brand in 1963 legde het oude fabrieksdeel in as, het nieuwe deel bleef bespaard.
Van 1959 tot 1967 heette het bedrijf Steenfabrieken Strating BV, waarna het in 1967 met Steenindustrie Strating de huidige naam aannam. In 1969 werd begonnen aan een grote uitbreiding en modernisering van de fabriek in Oude Pekela. Er kwam een nieuwe vlamoven ter waarde van anderhalf miljoen gulden, een grote opslagloods voor 10.000 ton klei en 24 extra droogkamers.

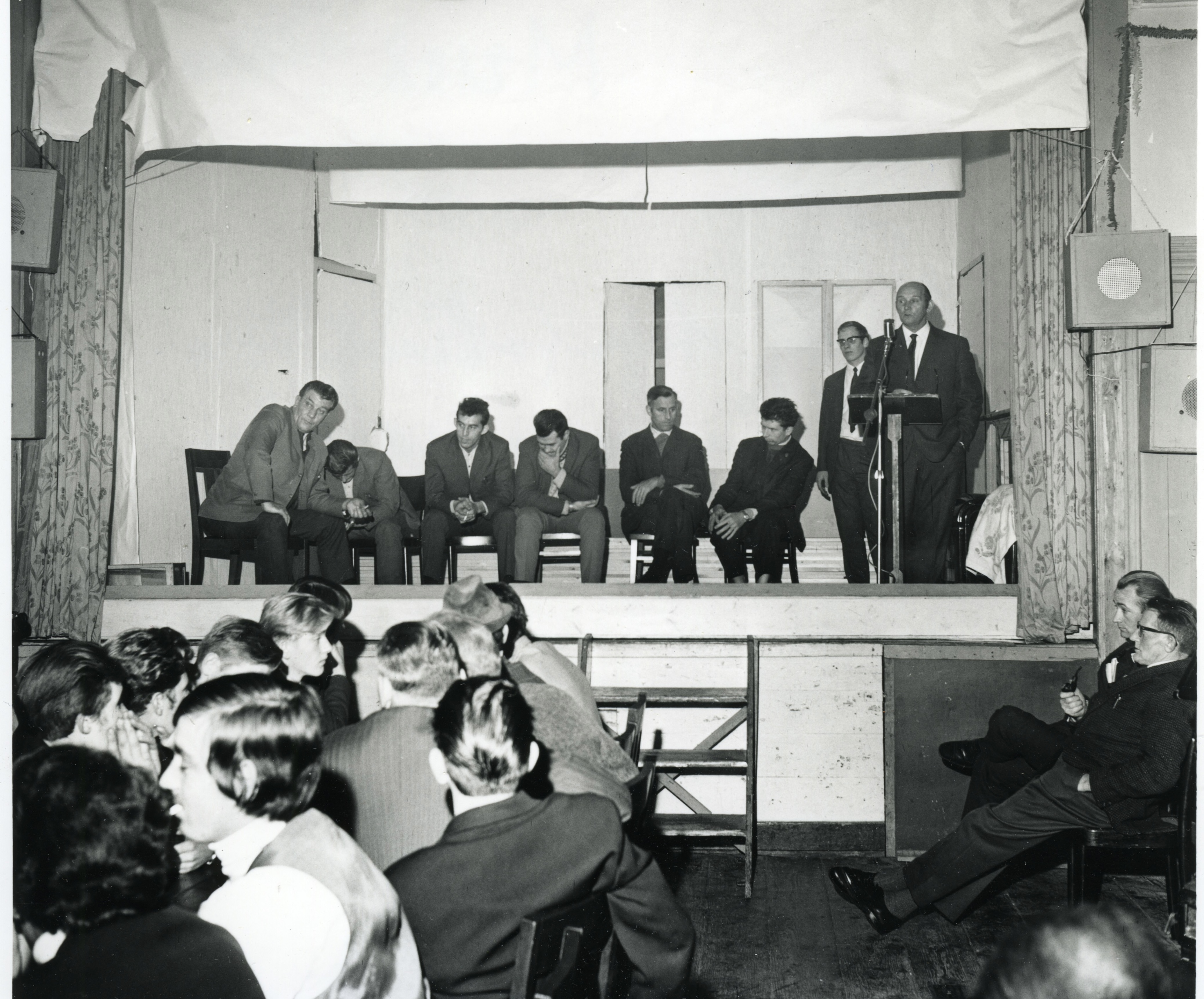
Voorman van de Communistische Partij Fré Meis spreekt de stakers van steenfabriek Strating toe (november 1969)

 In het najaar van 1969 leidde Fré Meis, voorman van de Communistische Partij van Nederland, verschillende stakingen in de strokartonindustrie in Oude Pekela voor betere werkomstandigheden en hogere lonen. Begin november sloeg dit ook over op de steenindustrie, waarna bij Strating het werk stil kwam te liggen. Na een staking van negen dagen en de toezegging van een bonus en een sociaal fonds, werd besloten het werk per maandag 17 november van dat jaar weer te hervatten.
In 1975 breidde Strating uit met de overname van de steenfabriek in Winsum, deze kreeg de naam Steenfabriek "Lombok"- Strating B.V.. De klei werd gewonnen van de plek waar vroeger het Reitdiep stroomde. Tussen 1981 en 1982 sloten in een korte periode twaalf steenfabrieken in de noordelijke provincies, waarmee naast Strating in Oude Pekela slecht drie andere overbleven: Lombok in Winsum, Hylkema in Delfzijl (gesloten in 2002) en Schuiling in Gerkesklooster (gesloten in 1991). In 1984 sloot Stratings vestiging in Winsum, waarna de fabriek in 2022 werd gesloopt voor de nieuwbouwwijk Lombok. Als eerbetoon werd bij de bouw van de wijk gebruik gemaakt van door Strating geproduceerde bakstenen van Winsummer klei.
In 1983 bestond Strating 100 jaar. Om dat te vieren schreef bedrijfshistoricus Joke Mooij samen met Henk Hoogerduijn Strating het boek Gevormd door de tijd. 100 Jaar Strating Steenfabrieken in Groningen.

### De jaren negentig tot nu
Begin jaren negentig van de twintigste eeuw namen Henk’s zonen Geert Jan en Marten de leiding over. Door de loop van de jaren werd de vestiging in Oude Pekela vernieuwd, verduurzaamd en uitgebreid, maar de fabriekspijp van de steenfabriek bleef staan en werd aangemerkt als gemeentelijk monument. In 2008 bestond het bedrijf 125 jaar en kreeg daarmee het predicaat Koninklijk.
Steenindustrie Strating was van 2016 tot 2024 betrokken bij de Aanpak Ring Zuid in Groningen, waar bij de aanleg speciaal ontworpen stenen gebruikt werd. Ook op andere plaatsen in de regio werden er stenen van Strating gebruikt, bijvoorbeeld voor de Oostwand van de Groninger Grote Markt, het Ommelanderziekenhuis in Beerta, theater De Klinker in Winschoten en het gemaal in Termunterzijl. In het najaar van 2024 volgden opnieuw stakingen, ditmaal vanuit CNV-FNV voor een beter cao Baksteenindustrie. Op 16 oktober werd bekend dat er een overeenkomst bereikt was.

## Productieproces
Strating maakt bij de productie gebruik van zeeklei uit de regio. Zo wordt er klei gewonnen in de Dollardpolders (o.a. Ulsda) en op het Hogeland (o.a. tussen Baflo en Tinallinge bij Winsum). De klei, die mangaanoxide en titaanoxide bevat, wordt bewerkt en krijgt daarna door middel van het strengpersproces de juiste hoogte en breedte. Na het drogen in de droogkamers worden de stenen gebakken, waar een temperatuur van 1100 graden wordt bereikt. In het verleden werd er turf en steenkool gebruikt om de ovens te stoken, nu wordt er gas gebruikt. Strating hoopt op termijn aangesloten te worden op een waterstofbuffer in de omgeving Veendam, waar de waterstof wordt opgeslagen in zoutcavernes.
De bakstenen van Strating zijn verkrijgbaar in verschillende baksteenformaten:
- Dikformaat (DF65)
- Dubbelwaalformaat (2WF)
- Hilversumsformaat (HF)
- Vechtformaat (VF)
- 11,2 formaat (11)
- Dinkelformaat (WFB7)
- Kira formaat (KF)